# Amanda Elmore
Amanda Elmore (* 13. März 1991 in West Lafayette, Indiana) ist eine US-amerikanische Ruderin und Weltmeisterin 2015 im Doppelvierer.
Amanda Elmore begann nach der High School ein Biologiestudium an der Purdue University in ihrer Heimatstadt, dort schloss sie sich auch dem Ruderteam der Universität an. 2012 und 2013 gewann sie mit dem US-Achter den Titel bei den U23-Weltmeisterschaften. Nach ihrem Abschluss an der Purdue University wechselte Amanda Elmore 2013 an die University of Michigan für ihr Postgraduierten-Studium der Biomedizin. Seit 2015 gehört Amanda Elmore zur US-Nationalmannschaft und trainiert in Princeton. Bei den Weltmeisterschaften 2015 auf dem Lac d’Aiguebelette siegte der Doppelvierer mit Amanda Elmore, Tracy Eisser, Olivia Coffey und Megan Kalmoe vor den Booten aus Deutschland und aus den Niederlanden. Im Ruder-Weltcup siegte Amanda Elmore 2016 in Luzern mit dem US-Achter. Die seit 2006 andauernde Siegesserie des US-Achters bei Weltmeisterschaften und Olympischen Spielen setzte sich auch bei den Olympischen Spielen 2016 fort, als Emily Regan, Kerry Simmonds, Amanda Polk, Lauren Schmetterling, Tessa Gobbo, Meghan Musnicki, Elle Logan, Amanda Elmore und Steuerfrau Katelin Snyder vor den Britinnen und den Rumäninnen siegten.